# Quiero llenarme de ti
Quiero llenarme de ti es una película argentina filmada en colores dirigida por Emilio Vieyra según el guion de Salvador Valverde Calvo, estrenada el 8 de mayo de 1969 y protagonizada por Sandro, Marcela López Rey, Walter Vidarte y Soledad Silveyra.

## Sinopsis
Un cantante de éxito pierde a su novia por las intrigas de una amiga y a su representante por rivalidad. Antes del final se reencuentran.

## Reparto
- Sandro ... Sandro / Roberto
- Marcela López Rey ... Susana
- Walter Vidarte ... Raúl
- Soledad Silveyra  ... Ana María
- Fidel Pintos ... Fidel
- Blanca del Prado ... Doña Julia
- Linda Peretz …Amiga de Sandro
- Rolo Puente ... Juan Manuel
- Tita Gutiérrez
- Pedro Buchardo ... Don Pedro
- Trissi Bauer ... "Venenito"

## Comentarios
El Heraldo del Cine dijo:

”Sandro canta a sabiendas…la lástima es el libreto porque la filmación –cuando el libreto se calla- demuestra algunas inquietudes imaginativas y soltura para mostrar la ciudad.”

Manrupe y Portela escriben:

”Típico film de cantante para el debut de Sandro como protagonista y un éxito de boletería que motivó su participación en otras dos películas ese mismo año.”